# Steinbruch Imhausen
Der Steinbruch Imhausen ist ein rund 18 ha großes Naturschutzgebiet in der Gemeinde Windeck südlich der Ortschaft Imhausen, das immer noch als aktiver Steinbruch betrieben wird.

## Steinbruchgeschichte
Seit 1932 wird dort Grauwacke abgebaut, seit 1992 wird der Betrieb von der Basalt-Actien-Gesellschaft geführt. 2005 lag der jährliche Abbau bei 350.000 t. Der Steinbruchbetrieb sollte eigentlich 2024 enden. 2024 lief ein Genehmigungsverfahren, um den Bruch einen Hektar Richtung Imhausen zu erweitern und den Steinbruch bis ins Jahr 2041 zu betreiben. 2024 war der Steinbruch noch rund 400 m vom Dorf entfernt. Nach Erweiterung um 60 m Richtung Imhausen wären es nur noch 340 m.
In Imhausen gibt es seit Jahrzehnten Risse in Wänden einiger Häuser, die Bürger auf Erschütterungen durch Sprengungen im Steinbruch zurückführen. Deshalb sind Bürger und Ortsvereine gegen eine Erweiterung. Der Naturschutzbeirat vom Rhein-Sieg-Kreis stimmte im Februar 2024 mehrheitlich dafür, keine Bedenken gegen die Erweiterung zu erheben. Im Regionalplan ist die Erweiterungsfläche als „Bereich für die Sicherung und den Abbau oberflächennaher, nicht energetischer  Bodenschätze“ aufgeführt. Der Kreisumweltdezernent musste im Dezember 2024 mitteilen, dass der Kreis einen Fehler im Verfahren um die Genehmigung für die Erweiterung des Steinbruchs gemacht hatte. Der Kreis hatte die Öffentlichkeit rechtswidrig nicht beteiligt und ein vereinfachtes Genehmigungsverfahren durchgeführt. Das Landesamt für Natur, Umwelt und Verbraucherschutz Nordrhein-Westfalen hatte den Kreis darauf hingewiesen, dass die Fläche des Steinbruch über zehn Hektar liege und daher gemäß der Verordnung zur Durchführung des Bundes-Immissionsschutzgesetzes die Bürger beteiligt werden müssen. Der Kreis hatte einfach die bereits abgebaute und teilweise schon renaturierte Fläche nicht, wie rechtlich vorgeschrieben, mit eingerechnet und war so eine Fläche von unter zehn Hektar gekommen. Da die geltende Abbaugenehmigung Ende 2024 endete, erteilte der Kreis eine Fristverlängerung im vorher genehmigten Bereich von 18 Monaten, bis zum 30. Juni 2026. Der Steinbruchbetreiber Basalt-Actien-Gesellschaft hatte mit einer Teilung des Genehmigungs-Verfahrens reagiert, als der Kreisfehler bekannt wurde. In der genehmigten Bestandsfläche gibt es noch 400.000 bis 500.000 Tonnen verwertbare Grauwacke.

## Schutzausweisung
2000 wurden im Steinbruch zwanzig adulte Gelbbauchunken und acht adulte Geburtshelferkröten festgestellt, daher wurde der Steinbruch unter der Kennung DE-5211-304 als FFH-Gebiet gemeldet. Neben der Geburtshelferkröte hat auch die Gelbbauchunke im Steinbruch eine regional bedeutsame Population. Es wurde ein Pflegekonzept erstellt, um die Laich- und Landhabitate von Gelbbauchunke und Geburtshelferkröte zu erhalten und weiterzuentwickeln. Auch die Zauneidechse, Uhu und Flussregenpfeifer kommen im Bruch vor.
Da die später erlassene Naturschutzgebietsverordnung der Bezirksregierung Köln einen weiteren Betrieb des Steinbruchs erschwert hätte, wurde am 12. April 2005 ein Sondervertrag zwischen dem zuständigen Ministerium und der Steinbruchgesellschaft geschlossen, darin wurde ein weiterer Betrieb des Steinbruchs für zwanzig Jahre festgeschrieben. Dies ist für den Erhalt der Landschaftsform die günstigste Lösung, da die Vertiefungen der Fahrspuren wichtige Laichgewässer sind und eine bei Stilllegung drohende Verbuschung der Felshänge die erforderliche Sonneneinstrahlung gemindert hätte.